# Сквер путешественников
Сквер путешественников — небольшой сквер в центральной части города Владивостока (в районе остановки транспорта «Фуникулёр»). Расположен в кольце фуникулёра ниже уровня автотрассы. Посетители попадают в сквер по подземным переходам. В центре сквера находится статуя Владимира Клавдиевича Арсеньева — русского путешественника, географа, этнографа, писателя, исследователя Дальнего Востока. Статуя была установлена 24 сентября 2022 года, в год 150-летия со дня рождения В. К. Арсеньева. Её создал владивостокский скульптор Алексей Степаненко, ранее создавший фигуру Дерсу Узала, установленную в селе Красный Яр.